# 코지 주엘스도르프
코지 주엘스도르프(Cozi Zuehlsdorff, 1998년 8월 3일 ~ )는 미국의 배우, 가수, 영화배우이다.
오렌지군에서 태어났다.

## 영화
- 돌핀 테일 2 (2014년)